# E-Type
Bo Martin Erik Eriksson plus connu sous le pseudonyme de E-Type est un musicien suédois de musique électronique.

## Biographie
Martin « E-Type » Eriksson a commencé sa carrière dès 1991. Il a tout d'abord réalisé un single We got the atmosphere en duo avec l'artiste Stakka Bo qui s'est immédiatement classé dans les charts suédois. Au courant de cette même année, E-Type deviendra célèbre dans le monde du spectacle suédois, en devenant animateur de télévision populaire, compositeur de musique de film et parolier pour d'autres artistes.
En 1994, sa carrière solo a débuté sous le pseudonyme d'E-Type. Il a commencé à  travailler sur son premier album Made In Sweden avec les producteurs Denniz Pop et Max Martin (Backstreet Boys, Ace Of Base, Céline Dion ou encore Britney Spears...)
Il en naîtra de cette collaboration les tubes Set the world on fire et This is the way qui entreront directement dans les charts français et allemands, en 1995.
Son second album The explorer a été réalisé en septembre 1996, et 5 singles successifs en seront édités.
Le troisième, Last man standing a été réalisé en novembre 1998 et se démarque avec les tubes Angels crying et Here I go again. Le suivant, réalisé au printemps 2004, aura un très grand succès avec les titres Life et Africa. E-Type a participé au Melodiefestivalen avec le titre "Paradise", la même année.
Martin Eriksson s'est également reconverti dans l'écriture, avec le livre : Sveakampen (une semi-autobiographie relatant en parallèle l'histoire des vikings) en 2001 qui sera plus tard adapté en jeu vidéo.
Le dernier album en date se nomme Eurotopia, réalisé en 2007, avec les singles True Believer et Eurofighter.
2011 signe le retour de E-type sur la scène musicale avec un nouveau titre Back to life chez Universal Music, orienté Electro/House, mais gardant tout de même une importante partie des instruments dance, typiques à E-type.

## Discographie

### Albums
| Année | Album                 | Suède | Finlande | Norvège |
| 1994  | Made in Sweden        | 2     | —        | —       |
| 1996  | The Explorer          | 5     | —        | —       |
| 1998  | Last Man Standing     | 1     | 1        | 2       |
| 1999  | Greatest Hits         | 12    | 25       | 6       |
| 2001  | Euro IV Ever          | 2     | 3        | 7       |
| 2004  | Loud Pipes Save Lives | 2     | 13       | 17      |
| 2007  | Eurotopia             | 10    | —        | —       |

### Singles
| Année | Single                                 | Suède | Belgique | Finlande | France | Pays-Bas | Norvège | Suisse | Union européenne | Billboard |
| ----- | -------------------------------------- | ----- | -------- | -------- | ------ | -------- | ------- | ------ | ---------------- | --------- |
| 1991  | "We Got the Atmosphere" avec Stakka Bo | -     | -        | -        | -      | -        | -       | -      | -                | -         |
| 1992  | "Numania 1" avec Stakka Bo             | -     | -        | -        | -      | -        | -       | -      | -                | -         |
| 1993  | "I'm Falling"                          | -     | -        | -        | -      | -        | -       | -      | -                | -         |
| 1994  | "Set the World on Fire"                | 2     | -        | -        | 13     | 48       | -       | -      | -                | 22        |
| 1994  | "This Is the Way"                      | 1     | -        | -        | 14     | 26       | -       | -      | -                | 15        |
| 1995  | "Do You Always (Have To Be Alone)?"    | 13    | -        | -        | -      | -        | -       | -      | -                | -         |
| 1995  | "So Dem a Com" France seulement        | -     | -        | -        | -      | -        | -       | -      | -                | -         |
| 1995  | "Russian Lullaby"                      | 45    | -        | -        | 35     | -        | -       | -      | -                | -         |
| 1995  | "Set the World on Fire '95"            | -     | -        | -        | -      | -        | -       | -      | -                | -         |
| 1996  | "Free Like a Flying Demon"             | 1     | -        | -        | -      | -        | -       | -      | -                | -         |
| 1996  | "Calling Your Name"                    | 4     | -        | -        | -      | -        | -       | -      | -                | 17        |
| 1997  | "Back in the Loop"                     | 10    | -        | 20       | -      | -        | -       | -      | -                | -         |
| 1997  | "I Just Wanna Be With You"             | 10    | -        | 15       | -      | -        | -       | -      | -                | -         |
| 1997  | "You Will Always Be a Part of Me"      | 30    | -        | -        | -      | -        | -       | -      | -                | -         |
| 1998  | "Angels Crying"                        | 2     | -        | 2        | -      | 45       | 2       | -      | -                | -         |
| 1998  | "Here I Go Again"                      | 1     | -        | 1        | 25     | 72       | 3       | -      | -                | -         |
| 1999  | "Princess of Egypt"                    | 9     | -        | -        | -      | -        | -       | -      | -                | -         |
| 1999  | "Hold Your Horses"                     | 26    | -        | -        | -      | -        | -       | -      | -                | -         |
| 2000  | "Megamix" unreleased                   | -     | -        | -        | -      | -        | -       | -      | -                | -         |
| 2000  | "Campione 2000"                        | 2     | 40       | -        | 66     | 3        | 9       | 61     | -                | -         |
| 2000  | "Es Ist Nie Vorbei" avec Blümchen      | 28    | -        | -        | -      | -        | -       | -      | -                | -         |
| 2001  | "Life" feat. Na Na                     | 1     | -        | 16       | -      | -        | 3       | -      | -                | -         |
| 2002  | "Africa" feat. Na Na                   | 5     | -        | 13       | -      | -        | -       | -      | -                | -         |
| 2002  | "Banca Banca"                          | 32    | -        | -        | -      | -        | -       | -      | -                | -         |
| 2004  | "Paradise" feat. Na Na                 | 2     | -        | 11       | -      | -        | 11      | -      | 32               | -         |
| 2004  | "Camilla"                              | -     | -        | -        | -      | -        | -       | -      | -                | -         |
| 2004  | "Olympia"                              | 4     | -        | -        | -      | -        | -       | -      | 52               | -         |
| 2005  | "The Predator / Far Up in the Air"     | 43    | -        | -        | -      | -        | -       | -      | -                | -         |
| 2007  | "True Believer"                        | 1     | -        | 3        | -      | -        | -       | -      | 43               | -         |
| 2007  | "Eurofighter"                          | 17    | -        | -        | -      | -        | -       | -      | -                | -         |
| 2008  | "Line of Fire" avec The Poodles        | 3     | -        | -        | -      | -        | -       | -      | -                | -         |
| 2008  | "Ding Ding Song" Asie seulement        | -     | -        | -        | -      | -        | -       | -      | -                | -         |
| 2008  | "The Tide"                             | -     | -        | -        | -      | -        | -       | -      | -                | -         |
| 2009  | "Rain"                                 | -     | -        | -        | -      | -        | -       | -      | -                | -         |
| 2011  | "Back 2 Life"                          | -     | -        | -        | -      | -        | -       | -      | -                | -         |

## Personnel
- E-Type: Chants & composition
- Dilnarin "Dee" Demirbag: Danseuse
- Nana Hedin: Chants
- Anna Nordell: Chants
- Birgitta Edoff: Chants
- Sanne Karlsson : Chants